# 목 (생물학)
목(目 영어: Order)은 생물의 분류 단계 중 하나로 강의 아래이고 과의 위이다. 바로 상위 단계에 상목(superorder)이, 바로 아래 단계에 하목(suborder)이 있는데 모든 생물이 상목이나 하목을 분류군으로 가지고 있지는 않다. 목은 서로 유사한 과들의 집합으로 정의할 수도 있다.
어떤 생물이 어떤 목에 속하는지는 분류학자들이 결정한다. 이 때 학자들마다 서로 다른 입장을 취하는 등 명확한 합의가 이루어지지 않는 경우가 많다. 목을 정의할 때 따라야 할 엄격한 규칙은 없다. 보편적으로 인정되는 목이 있는 반면, 극히 일부만 인정하는 목도 있다.

## 같이 보기
- 생물 분류
- 분지학
- 계통학
- 계통분류학
- 분류학
- 바이러스 분류